# Live at Somerset House
Live at Somerset House (conhecido como Mums & Dads of the World Be Patient With Your Children) é um video-lançamento de Snow Patrol. Gravado em 8 de Agosto de 2004 na Somerset House em uma apresentação em Londres, Inglaterra, e foi lançado em 23 de Novembro de 2004 em DVD.
O filme apresenta as músicas "One Night Is Not Enough", "An Olive Grove Facing The Sea" e "Black & Blue" do álbum de 2001 "When It's All Over We Still Have to Clear Up", "You Are My Joy" (de The Reindeer Section, um projeto de Gary Lightbody), e a B-Side "Post Punk Progression". As faixas restantes são do álbum Final Straw.
Ainda contém no DVD a turnê japonesa, videoclipes, e a turnê nos Estados Unidos.

## Tracklist
1. "Wow"
2. "Gleaming Auction"
3. "Spitting Games"
4. "One Night Is Not Enough"
5. "How to Be Dead"
6. "You Are My Joy"
7. "Chocolate"
8. "An Olive Grove Facing The Sea"
9. "Same"
10. "Somewhere a Clock Is Ticking"
11. "Ways and Means"
12. "Run"
13. "Black and Blue"
14. "Post Punk Progression"
15. "Tiny Little Fractures"